# مخمرشناسی

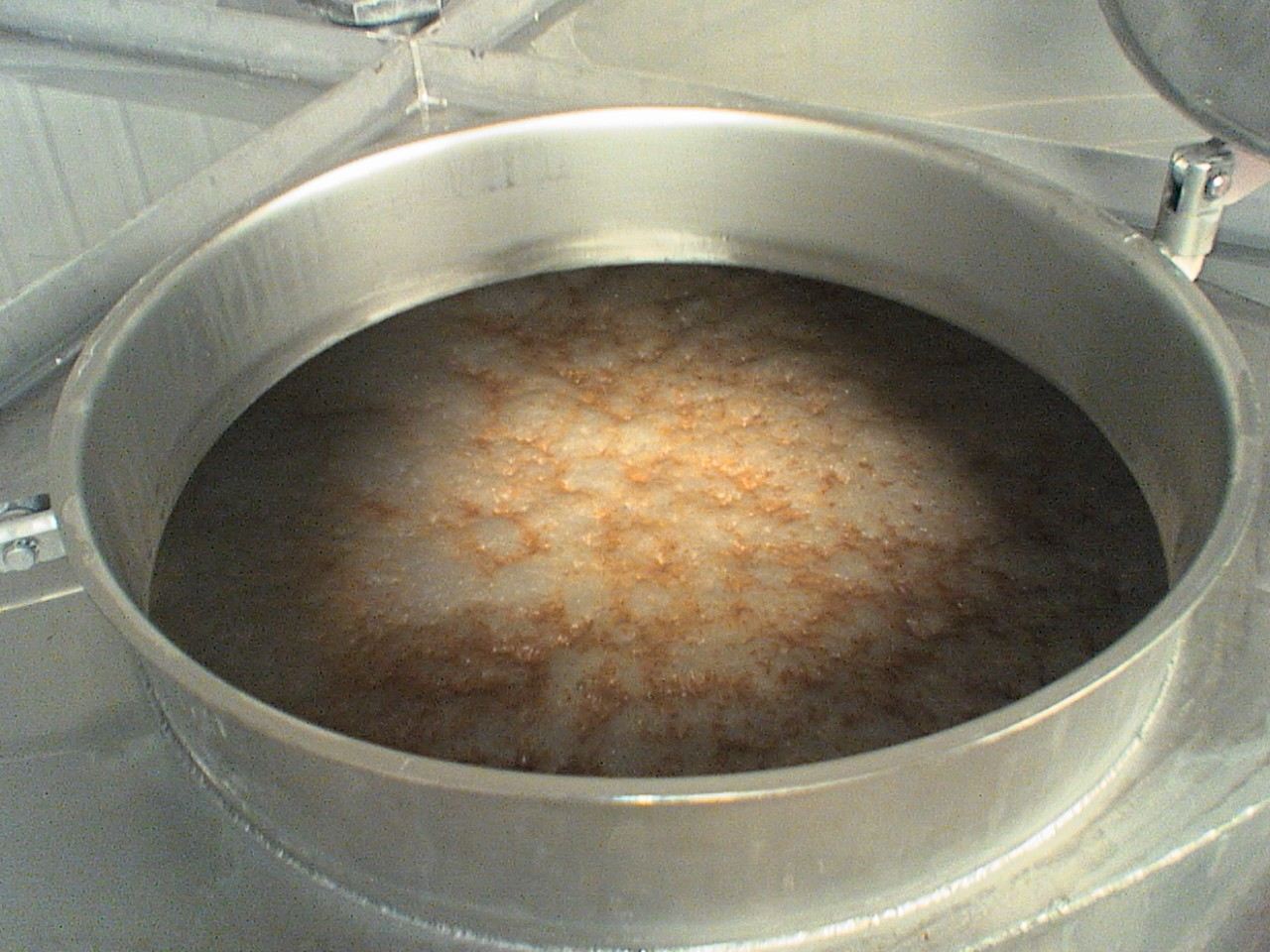
نمایی از درون مخزن تخمیر

مخمرشناسی یا آنزیمولوژی(به انگلیسی: Zymology) علمی است که به بررسی فرایندهای تخمیری می‌پردازد.

## ساده‌ترین واکنش تخمیری
ساده‌ترین فرایند تخمیری واکنش تبدیل گلوکز به دی اکسید کربن و اتانول است.
C6H12O6 => 2CO2 + 2C2H5OH

## مخمرشناسان
نخستین مخمرشناس، دانشمند فرانسوی، لویی پاستور است که موفق به کشف واکسن شد.
ادوارد بوخنر، شیمیدان آلمانی نیز به پاس تحقیقات در مخمرشناسی موفق به کسب جایزه نوبل شیمی گردید.